# Các chiến dịch bắc phạt thời Đông Tấn
Các chiến dịch bắc phạt thời Đông Tấn chỉ loạt trận chiến của nhà Đông Tấn ở phía nam phát động trong khoảng thời gian từ năm 317 đến 419 nhằm thu phục lại miền bắc bị các bộ tộc người Hồ xâm lấn sau loạn Vĩnh Gia và trong tình trạng chia cắt thành 16 nước. Có thể chia loạt trận chiến này làm năm giai đoạn:
- Giai đoạn thứ nhất kéo dài từ năm 317 đến năm 321 là giai đoạn mà chiến dịch bắc phạt do một mình tướng Tổ Địch vận động, không được sự hậu thuẫn của triều đình. Mắc dù giành được vài chiến thắng nhỏ ban đầu, thu phục các vùng phía nam sộng Hoàng Hà, nhưng do sự nghi ngờ của triều đình nên cũng không thu được thành quả lớn. Sau khi Tổ Địch mất (321), các vùng đất Tổ Địch chiếm được lại rơi vào tay Hậu Triệu.
- Giai đoạn thứ hai kéo dài từ năm 337 đến năm 343 do các thành viên của ngoại thích họ Dữu lãnh đạo, tuy nhiên chỉ gây được tiếng vang nhỏ và không thu được thành tích gì đáng kể.
- Giai đoạn thứ ba kéo dài từ năm 346 đến năm 369 dưới sự chỉ huy của danh tướng Hoàn Ôn. Các cuộc tiến công trong giai đoạn này nhằm vào rất nhiều nước như Thành Hán, Tiền Yên, Hậu Triệu, Tiền Tần,... quân Tấn có thắng có thua, nhưng thu được thành quả lớn nhất là tiêu diệt được nước Thành Hán ở miền tây bắc. Hoàn Ôn cũng chiếm lại và giữ được thành Lạc Dương từ tay Tiền Yên trong vòng 6 năm (356 - 362) và một lần áp sát thành Trường An nhưng về sau đều không giữ được. Cuối cùng quân Tấn lui về miền nam năm 369.
- Giai đoạn thứ tư kéo dài trong hai năm 383 và 384. Tiếp đà thắng lợi sau trận Phì Thủy trước sự xâm lấn của Tiền Tần, triều đình nhà Tấn xua quân lên miền bắc, giành được thắng lợi lớn. Ranh giới bắc nam được chuyển từ Hoài Hà-Hán Thủy đến phía bắc Trường Giang. Đồng thời chiến dịch này cũng khiến Tiền Tần đến gần hơn bờ vực diệt vong và miền bắc trở lại thế chia cắt sau thời gian ngắn thống nhất.
- Giai đoạn cuối cùng kéo dài từ năm 409 đến 419 do quyền thần Lưu Dụ chỉ huy, nhằm vào hai nước Nam Yên, và Hậu Tần. Tuy giành được thắng lợi và tiêu diệt nước Nam Yên, Hậu Tần, chiếm được Trường An nhưng cũng không giữ được bao lâu và cuối cùng bị mất vào tay nước Hạ. Một năm sau khi chiến dịch kết thúc, Lưu Dụ soán vị, nhà Tấn diệt vong. Đến năm 439, Bắc Ngụy thống nhất miền bắc, Trung Quốc bước sang thời Nam Bắc triều.

## Bối cảnh

### Loạn Vĩnh Gia
Cuối thế kỉ III, triều đình nhà Tấn phát sinh rối loạn do sự tranh giành quyền lực của tám vương, nhiều người dân thiệt mạng, đất nước bị tàn phá nặng nề. Đồng thời trong cuộc chiến tranh giành quyền lực đó, để công kích lẫn nhau, các vị vương đã lợi dụng thế lực của người Hồ ở phía bắc, do đó góp phần làm tăng thêm thế lực cho họ, trong đó nổi bật là Lưu Uyên. Năm 304, Uyên xưng vương, lập ra nước Hán Triệu.
Sau khi lập quốc, Hán Triệu lập tức xâm lấn vào lãnh thổ nhà Tấn, đồng thời ổn định tình hình miền bắc. Năm 308, Lưu Uyên sai Lưu Thông, Thạch Lặc đánh chiếm các châu quận của nhà Tấn. Đến năm 308, Uyên hạ thành Bình Dương rồi đóng đô ở đó, tự xưng hoàng đế, chính thức độc lập với nhà Tấn. Trong năm 309, Uyên lần lượt tiến công các vùng Nghiệp Thành, Ngụy quận, Cấp quận, Đốn Khâu, Thượng Đảng, Quyên Thành, Cấp quận... rồi hai lần tiến công thành Lạc Dương song chưa thành công.
Sang năm 310, Lưu Diệu chết. Lưu Thông giết anh là Lưu Hòa, lên ngôi hoàng đế Hán Triệu. Ngay sau đó, Lưu Thông lần lượt tiến xuống phía nam, tiến sông Hoài vào tháng 7 năm đó, đánh tan quân Tấn. Đến tháng 10 cùng năm, Hán Triệu đánh Lạc Dương lần thứ ba trong khi vua tôi nhà Tấn bất hòa. Lạc Dương nhanh chóng nguy cấp, chỉ có Sơn Giản ở Tương Dương và Vương Trừng ở Kinh châu đưa quân cứu nhưng đều bị đẩy lui.
Tháng 11, Đông Hải vương Tư Mã Việt bỏ Lạc Dương lui về Hứa Xương. Cung thất bỏ trống, tình hình nguy ngập, Hoài Đế không thể rời khỏi Lạc Dương.
Trước sự tiến công của Hán Triệu mà nội bộ nhà Tấn vẫn mâu thuẫn. Hoài Đế mưu chống Tư Mã Việt, làm quân Tấn càng suy yếu. Ngày 11 tháng 6, quân Hán Triệu lấy được Lạc Dương, Hoài Đế bị bắt.

### Nhà Tấn dời về miền nam
Trong năm 311, Hán Triệu chiếm xong thành Trường An. Sang tháng 4 năm 312, Giả Thất lấy lại Trường An. Trong lúc đó, Tần vương Tư Mã Nghiệp ở huyện Mật về Trường An được lập lên ngôi, tức Tấn Mẫn Đế (313 - 316).
Tuy nhiên sang năm 316, Hán Triệu đánh Trường An một lần nữa. Mẫn Đế bị bắt, Toàn bộ miền bắc lọt vào tay Hán Triệu.
Cùng lúc đó, Lang Nha vương Tư Mã Duệ đang xây dựng thế lực ở Giang Nam. Sau khi Mẫn Đế bị bắt, năm 317, Tư Mã Duệ tự xưng Tấn vương, lập ra nhà Đông Tấn. Tuy chưa bị diệt vong hoàn toàn nhưng toàn bộ miền đất phía bắc của nhà Tấn đã rơi vào tay Hán Triệu. Nguyên Đế thậm chí còn không cai trị được toàn bộ miền nam do sự nổi lên của nước Thành Hán ở phía tây.
Năm 318, Tấn Mẫn Đế bị giết ở Bình Dương. Tư Mã Duệ bèn chính thức xưng đế, tức là Tấn Nguyên Đế (318 - 323).

## Giai đoạn thứ nhất

### Tổ Địch đánh Lư châu, Thái Khâu
Ngay từ khi Đông Tấn chưa thành lập, ở phía bắc đã có nhiều lực lượng ủng hộ họ Tư Mã thu phục lại Trung Nguyên. Trong số các thế lực đó, nổi lên Tổ Địch, quan dưới quyền của Tư Mã Duệ lúc còn làm Lang Nha vương. Lúc miền bắc còn chưa mất, Tổ Địch đã từng cùng một số tướng lĩnh vẫn cố chiến đấu chống quân Hán Triệu, thu phục hai kinh. Ông ta chiêu tập nhiều binh sĩ, dung nạp những người nghèo khổ và trộm cướp.
Năm 314, Tổ Địch xin Tư Mã Duệ (đang ở Giang Nam) đưa quân bắc phạt, nhưng Tư Mã Duệ không có chí lớn, không muốn lấy lại miền bắc nên chỉ cấp cho Tổ Địch một ít quân lính và lương thực. Tuy nhiên Tổ Địch vẫn quyết chí bắc phạt, càng ra sức chiêu tập thêm binh mã. Mùa thu năm 314, Địch dẫn hơn 100 gia đình trong họ tộc từ Kinh Khẩu lên Giang Bắc, lại lập ra lời thề nếu không giành lại miền bắc, sẽ không trở về. Sau khi qua sông, ông đóng ở Giang Âm, mở lò luyện vũ khí và tiếp tục chiêu mộ thêm 2000 quân.
Sau cái chết của Mẫn Đế, nhiều đại thần và dân chúng gây sức ép buộc Nguyên Đế phải đồng ý cho quân bắc phạt. Tổ Địch biết tin, lập tức hưởng ứng việc này và lập tức tiến lên miền bắc. Năm 317, Tổ Địch tiến quân vào Hán Triệu, công thành Lư châu, giao chiến với các tướng Ngũ Hồ là Dự châu thứ sử Trương Bình và thái thú Tiếu quận Phàn Nhã. Trước tiên, ông sai tham quân Ân Nghĩa đến dụ hàng, nhưng do Ân Nghĩa dùng lời lẽ ngạo mạn nên bị Trương Bình giết chết. Bình từ đó càng ngoan cố chống trả không hàng. Quân Tấn đánh hơn 1 năm vẫn không phá được.
Không công phá nổi bằng võ lực, Tổ Địch chuyển sang dùng kế mua chuộc thủ hạ của Trương Bình là Tạ Phù. Sau đó, ông sai người đi mua chuộc thủ hạ của Trương Bình là Tạ Phù. Phù bèn giết chết Bình rồi về hàng Tổ Địch. Tấn Nguyên Đế nghe tin hài lòng, bèn sai đưa quân lương đến bổ sung cho quân lý, nhưng do đường xa không thể tới nơi.
Tổ Địch thừa thắng tiến quân lên Thái Khâu, giao chiến cùng Phàn Nhã. Nhã được thủ hạ cũ của Trương Bình trợ giúp, nhân đêm tối cho quân tập kích, tiến vào trong doanh. Đốc hộ Đổng Chiêu sợ giặc bỏ trốn. Tổ Địch phòng thủ vững chức, Phàn Nhã không đánh được phải lui về Kiều Thành. Tổ Địch thúc quân truy đuổi. Sau đó ông kêu gọi các tướng Trần Xuyên và Hoàn Tuyên phối hợp đánh Phàn Nhã. Hoàn Tuyên nghe theo, dụ Phàn Nhã dâng Kiều Thành đầu hàng Tổ Địch.
Tuy nhiên Trần Xuyên không chịu tuân phục, lại phái tướng Ngụy Thạc cướp phá Dự Châu
Tuy nhiên, Trần Xuyên lại không theo Tổ Địch, điều quân cướp phá Dự châu, bức được nhiều ngựa và đàn bà con gái. Tổ Địch tức giận, sai tướng Vệ Sách giao chiến cùng Xuyên. Sách tập kích và đánh tan quân của Xuyên ở Cốc Thủy. Trần Xuyên bỏ chạy, về hàng Thạch Lặc.

### Tổ Địch lấy thành Tuấn Nghị
Tổ Địch tiếp tục dẫn quân truy kích Trần Xuyên. Thạch Lặc bèn lấy 5000 quân cứu viện, giao cho em là Thạch Hổ chỉ huy. Tổ Địch giao chiến với Thạch Hổ ở thành Tuấn Nghị. Trận đầu, quân Tổ Địch đại thắng. Thạch Hổ thua trận, bỏ chạy về Dự châu, dời Trần Xuyên sang Tương Quốc, để Đào Báo ở lại, còn mình đưa quân về Dự châu, lại sai Hàn Tiềm giữ Đông Thai.
Tổ Địch tiến vào thành Tuấn Nghị, chiếm đài phía đông, còn Đào Báo giữ đài phía tây. Hai bên cầm cự nhau suốt hơn 40 ngày vẫn chưa phân thắng bại. Tổ Địch bèn nghĩ kế sai quân nhồi vải vào bao, giả làm gạo rồi cho quân sĩ chở vào Đông đài. Sau đó ông lại cho quân lấy vài bao gạo thật, chở đi giữa đường, giả cách mệt mỏi nghỉ lại, làm Đào Báo nổi lòng tham đến cướp. Khi quân Báo đến, quân Tấn bỏ chạy.
Qua kế hoạch của Tổ Địch làm Đào Báo nghĩ quân Tấn còn nhiều lương thực nên rất hoảng sợ, bèn cầu cứu Thạch Hổ. Hổ sai quân đến tiếp tế lương thức. Tổ Địch biết được, phái Hàn Tiềm và Phùng Thích chặn đánh ở Biện Thủy, cướp được vô số quân lương. Đào Báo càng sợ hơn, bỏ chạy khỏi thành Tuấn Nghị, lui về thành Đông Yên. Tổ Địch nhanh chóng chiếm xong thành, cử Hàn Tiềm giữ Phong Khâu, Phùng Thiết giữ Nhị Thai còn ông giữ Ung Khâu. Nhiều lần ông cho quân quấy nhiễu đánh phá các vùng do Hậu Triệu kiểm soát.

### Đánh vào lòng người
Cùng trong năm 319, Thạch Lặc li khai Hán Triệu, chính thức lập ra nhà Hậu Triệu.
Tổ Địch đóng quân ở miền bắc, ngoài các chiến dịch quân sự còn dùng kế đánh vào lòng người nhằm thu phục nhân dân. Có lần bắt được thám tử người Bộc Dương, ông hay đối đãi tử tế rồi cho về. Vì vậy người đó cảm kích, vận động người trong vùng đến quy phục ông. Kết quả có hơn 500 nhà quy phục.
Thạch Lặc nhiều lần bị Tổ Địch đánh bại, giận lắm, đích thân mang hơn 1 vạn quân đến đánh Tổ Địch, cũng bị ông đánh bại, thua chạy về. Nhiều quân tướng Hậu Triệu bỏ theo hàng Tổ Địch.
Nhiều vùng giáp ranh có ý quy thuận Tổ Địch, nhưng vẫn thuộc quyền kiểm soát của Thạch Lặc, Tổ Địch ngầm ước với họ, mặt ngoài vẫn để họ phục tùng Hậu Triệu. Khi Thạch Lặc có cử động, các vùng đó đều báo trước cho ông biết. Do đó ông luôn giữ thế chủ động trên chiến trường. Sau nhiều lần liên tiếp thắng lợi, Tổ Địch đã giành được nhiều vùng đất rộng lớn ở phía nam sông Hoàng Hà. Ông chủ trương khuyến khích nông nghiệp và quan tâm đến nhân dân nên được nhiều người mến mộ. Triều đình biết công của ông, sai sứ đến phong làm Trấn Tây tướng quân.

### Triều đình nghi kị, đại tướng chết già
Thạch Lặc biết rằng không thể chống lại Tổ Địch, bèn sai người đến Thành Cao sửa sang lại mộ mẹ ông, rồi sai đưa thư đến giao hiếu, xin cùng trao đổi sứ giả để thông hiếu và cho hai bên được trao đổi, buôn bán hàng hoá. Địch không đáp lại nhưng cũng ngầm chấp nhận cho thông thương.
Tổ Địch lập được nhiều công lao, chiếm cứ riêng cả một vùng đất rộng lớn, bắc giáp Hoàng Hà, tây tới Thành Cao làm triều đình rất lo ngại. Trong triều, Vương Đôn, Lưu Đôn gian thần câu kết, muốn triệt hạ quyền lực của Tổ Địch. Tấn Nguyên Đế cũng không khỏi nghi ngờ, bèn phái Đái Nhược Tư làm đô đốc các châu Duyện, Dự, Ung, Ký và làm Chinh bắc tướng quân để kiềm chế Tổ Địch.
Tổ Địch thấy rằng ở phía nam vùng mới chiếm không có thành lũy, sợ bị đánh úp, bèn sai Nhữ Nam thái thú Tế Suất, Nhữ Dương thái thú Trương Xưởng và Tân thái nội sử Tấn Hội xây thành. Việc chưa xong thì Tổ Địch đã lâm bệnh nặng. Đến tháng 9 năm 321, ông qua đời ở Ung Khâu, hưởng thọ 56 tuổi, được truy tặng là Xa kị tướng quân.
Sau cái chết của Tổ Địch, quyền trong quân về tay em là Tổ Ước. Ở miền nam, Vương Đôn nổi dậy, còn ở miền bắc, Thạch Lặc thừa cơ chiếm lại các vùng đất cũ. Tổ Ước không chống nổi, rút về miền nam. Chiến dịch bắc phạt chấm dứt từ đó.

## Giai đoạn thứ hai
Sau cái chết của Tổ Địch, triều đình không còn mặn mà với việc bắc phạt do các cuộc nổi loạn trong nước. Bước sang thời Tấn Thành Đế (327 - 342), xuất hiện Thị trung Thái úy Đào Khản muốn đưa quân bắc phạt nhưng vấp phải sự phản đối của tể tướng Vương Đạo. Năm 332, Đào Khản phản công giành lại được Tương Dương từ tây Hậu Triệu, làm cho Vương Đạo cực kì lo lắng. Sang năm sau, ông mất.
Năm 339, Vương Đạo, người luôn ủng hộ chính sách thụ động phòng ngự, chết, quyền hành trong triều về tay ngoại thích họ Dữu, đứng đầu là Dữu Lượng. Cũng trong năm 339, Thạch Lặc chết, tình hình Hậu Triệu không ổn định. Dữu Lượng chuẩn bị đem quân tiến lên phía bắc. Ông dâng thư lên Tấn Thành Đế yêu cầu bỏ chức Dự châu thứ sử đang nắm giữ để chuyển sang làm Chinh Lỗ tướng quân, đồng thời sai thái thú Tây Dương Phàn Tuấn lĩnh 1 vạn tinh binh đóng ở Chu Thành, ý đồ tiến lên phía bắc. Sau đó, Dữu Lượng lại phong Đào Xưng làm Nam Trung lang tướng, tướng Giang Hạ, đem 5000 quân tiến ở vùng Miện Trung, em là Dữu Dực làm Nam man giáo úy, thái thú Nam quận đóng ở Giang Lăng, Vũ Xương thái thú Trần Hiêu làm Phụ quốc tướng quân, thứ sử Lương châu để chuẩn bị, sau đó đem quân tiến đánh nước Thành Hán, tiến vào Giang Dương, bắt thứ sử Kinh châu của Thành Hán là Lý Hoành cùng thái thú Ba quận Hoàng Thực, giải về kinh đô.
Sau trận thắng đó, Dữu Lượng chính thức tiến đánh Hậu Triệu, lĩnh 10 vạn quân đóng ở Thạch Thành gây thanh thế. Tuy nhiên việc bắc phạt lần đó vấp phải sự phản đối của Si Giám và Thái Mô. Si Giám cho rằng quân lương và vật tư không đủ, còn Thái Mô sợ binh Triệu lớn mạnh, Thạch Hổ (hoàng đế mới của Hậu Triệu) lại là người giỏi không thể xem thường. Do đó kế hoạch bắc phạt bị ngăn trở.
Về phần Thạch Hổ, nghe tin Đông Tấn sắp đánh mình, liền phái Quỳ An làm Đại đô đốc, Thạch Giám, Thạch Hoành, Lý Nông, Trương Hạc và Lý Thố năm tướng dẫn 5 vạn quân tấn công Kinh châu và phía bắc Dương châu, trong khi bộ phận khác đánh vào Chu Thành. Mao Bảo gửi thư cầu cứu Dữu Lượng, nhưng Lượng thấy thành còn vững nên chưa vội cứu. Nhưng thực ra Mao Bảo không thể chống lại Hậu Triệu, bèn cùng Phàn Tuấn bỏ trốn khỏi thành. Chu Thành bị mất, các thành ở Miện Nam và Giang Hạ lần lượt bị Hậu Triệu đánh bại. Thạch Thành cũng bị vây khốn, nhưng sau đó được thái thú Cánh Lăng Lý Dương giữ được.
Dữu Lượng thấy quân mình bại trận, Chu Thành đã mất, bèn tự giáng quan chức xuống ba bậc. Không lâu sau, năm 340 Lượng bệnh mất, thọ 52 tuổi, được truy tặng là Đô Đình Văn Khang hầu. Cuộc bắc phạt chấm dứt.

## Giai đoạn thứ ba

### Hoàn Ôn diệt Thành Hán
Sau cái chết của Dữu Lượng, việc bắc phạt gián đoạn trong vòng vài năm cho đến khi tướng Chinh bắc tướng quân, Vạn Ninh bá Hoàn Ôn xuất hiện. Thời Tấn Thành Đế, Ôn được phong làm An Tây tướng quân, đô đốc quân sự 6 châu của nhà Đông Tấn, kiêm chức Hộ Nam Man hiệu uý, Kinh châu thứ sử. Ông quyết tâm bắc phạt để giành lại miền bắc.
Sang thời Tấn Mục Đế (344 - 361), do hoàng đế còn nhỏ, quyền hành trong triều nằm trong tay các đại thần là Cối Kê vương Tư Mã Dục, Hà Sung và Thái Mô... Trong thời điểm đó, danh tiếng Hoàn Ôn nổi lên nhanh chóng. Lúc này, ở phía tây, nước Thành Hán rối loạn, suy yếu trầm trọng. Thấy thời cơ đã chín muồi, năm 346, Hoàn Ôn chính thức đưa quân tây tiến nhằm tiêu diệt Thành Hán. Ông thượng thư lên Tấn triều nhưng không cần đợi trả lời đã xuất binh.
Quân của Hoàn Ôn tiến đến Kiến Vi rồi Bành Mô, sai tham quân Chu Sở và Tôn Thịnh dẫn theo bộ tốt thẳng tiến Thành Đô. Lý Thế sai chú là Lý Phúc, anh là Lý Quyền ra chống, hai bên giằng co nhau. Hoàn Ôn dùng kế đánh tan quân của Lý Phúc, buộc Phúc rút lui rồi tập kích Lý Quyền. Sau ba lần giao chiến, quân Quyền cũng đại bại phải chạy về Thành Đô. Lý Thế nghe tin binh bại, bèn đưa quân chống trả một lần nữa, nhưng cũng bị đánh bại. Hoàn Ôn thừa thắng tiến thẳng đến đất Thục, trong một đêm đi hơn 900 dặm, vào Manh Thành. Lý Thế đành phải dâng thư xin hàng. Ôn chấp nhận, cho giải thế về Kiến Khang. Ôn đóng ở đất Thục khoảng 1 tháng, tiến cử người hiền, vỗ an dân chúng rồi về kinh, được phong làm Chinh Tây đại tướng quân, Khai phủ, Lâm Hạ quận công.

### Ân Hạo ba lần thua trận
Tháng 4 năm 349, Thạch Hổ chết, tình hình Hậu Triệu phát sinh rối loạn. Cộng thêm lúc này ở Trung Nguyên, Mộ Dung Hoảng ở quận Liêu Đông đã xưng vương, kiến lập nước Tiền Yên (337 - 370). Ở Hậu Triệu, con nuôi của Thạch Hổ là Nhiễm Mẫn, nguyên là người Hán, giết chết liên tiếp hai vua họ Thạch và tàn sát con cháu Thạch Hổ. Do thấy người Hung Nô không ủng hộ mình nên Mẫn tàn sát thẳng tay, riêng ở kinh đô Nghiệp Thành có hơn 20 vạn người bị giết. Nhiễm Mẫn lên làm vua, lập ra nước Nhiễm Ngụy (350 - 353).
Nhiễm Mẫn gửi thư lên triều đình xin đưa quân bắc phạt. Hoàn Ôn cũng thượng biểu bắc phạt nhưng do tướng Ân Hạo bất mãn với Ôn nên không xem xét và hạ lệnh xuống. Hoàn Ôn tức giận muốn giết Ân Hạo nhưng sau lại thôi.
Đầu năm 352, Nhiễm Mẫn chiếm cứ thành Tương Quốc, chính thức tiêu diệt Hậu Triệu. Ở Trường An, năm 351, họ Phù xưng vương, thành lập nước Tiền Tần (351 - 394), Trung Nguyên bị xâu xé và chia cắt.
Năm 352, Ân Hạo lại là người đi bắc phạt. Ông đưa quân tiến công các vùng Hứa Xương, Lạc Dương và sai thái thú Hoài Nam Trần Quỳ, Thứ sử Duyện châu Thái Duệ làm Tiên phong, Tạ Thượng, Tuân Tiện là Đốc thống, lấy lúa hơn 1.000 khoảnh ruộng ở phía tây Trường Giang làm quân lương, rồi dẫn quân bắc phạt. Nhiễm Ngụy suy yếu trầm trọng.
Quân của Ân Hạo tiến về thành Hứa Xương thì tướng vừa quy hàng là Trương Ngộ làm binh biến phản lại, Ân Hạo đành phải dừng việc tiến về phía bắc để lo diệt Trương Ngộ. Ông sai Tạ Thượng cùng Diêu Tương tiến đánh Trương Ngộ nhưng do Ngộ được Tiền Tần giúp sức nên quân Tấn bị đại bại. Ân Hạo đành lui về Thọ Xuân.
Không chịu thất bại, đến tháng 9 cùng năm, Ân Hạo lại một lần nữa khởi binh bắc phạt nhằm vào nước Tiền Tần, đóng quân ở Tứ Khẩu. Ông sai thái thú Hà Nam Đái Thi đóng ở Thạch Môn, thái thú Huỳnh Dương Lưu Độn đóng ở Thạch Môn, để làm hậu bị. Khi đến Thọ Dương, Ân Hạo dụ các đại thần của vua Tiền Tần Phù Kiện là Lương An, Lôi Nhương đến, bảo nếu giết Phù Kiện sẽ phong cho chức to. Tuy nhiên sau đó hai người này bị Phù Kiện giết chết. Trong khi đó, Ân Hạo nghi kị tướng dưới quyền Diêu Tương nên muốn giết đi, bèn sai Lưu Khải giữ Tiếu Thành, dời ông đi Lê Đài, Lương quốc, dâng biểu xin cho ông thụ chức Lương quốc nội sử.
Ân Hạo thượng biểu lên Tấn Mục Đế xin cho mình đóng ở Lạc Dương, tu sửa viên lăng, lại sai Quan Quân tướng quân Lưu Hiệp giữ Lộc Thai, Kiến Vũ tướng quân Lưu Đôn đóng ở Thượng Viên, xin triều đình cho mình thôi chức ở Dương châu để đóng ở Lạc Dương. Triều đình không chịu. Hạo lại rút quân về Thọ Dương.
Sang tháng 9 năm 353, Ân Hạo dẫn 70.000 quân bắc phạt lần nữa. Tuy nhiên lần này Diêu Tương có ý làm phản, bèn nhân lúc Ân Hạo đưa quân đến, cho thủ hạ giả làm dân ban đêm bỏ trốn để phục kích. Khi vào đến núi, quân của ông bị Diêu Tương đánh dữ dội, bản thân ông phải chạy đến Tiếu thành, hơn vạn quân bị Diêu Tương sát hại, quân lương và vật tư trong quân bị lấy đi hết. Ân Hạo lại sai Lưu Khải và Vương Bân tiến công trở lại Diêu Tương, nhưng bị thua trận, Khải và Bân bị giết. Ba lần bắc phạt của Ân Hạo đều thất bại.
Năm 354 Hoàn Ôn thượng biểu lên Tấn triều, lấy lý do bỏ đất mất quân đòi cách chức Ân Hạo. Triều đình đành phải nghe theo, phế Ân Hạo làm Thứ nhân, đày sang huyện Tín An, quận Đông Dương. Từ đó Hoàn Ôn lại giữ quyền bắc phạt

### Thiếu lương, bỏ đất
Trong năm 353, Tiền Tần và Tiền Yên liên quân diệt Nhiễm Ngụy, hình thành hai thế lực mới ở Trung Nguyên.
Tháng 2 năm 354, Hoàn Ôn dẫn quân từ Giang Lăng đi đánh nước Tiền Tần. Quân Đông Tấn chia 2 ngả, quân thủy đi tới Nam Hương, quân bộ đi đến Vũ Quan. Hoàn Ôn lại sai thứ sử Lương châu nhà Tấn là Tư Mã Huân đi đường hang Tý Ngọ để đánh quân Tần từ phía sau. Tiếp đến, quân của Ôn tiến công Thượng Lạc, bắt được thứ sử Kinh châu của Tần là Quách Kính rồi đại phá quân Tần ở Thanh Nê. Vua Tần là Phù Kiện sai Phù Hùng cùng Phù Sinh đem vạn quân đóng ở Nghiêu Liễu kháng cự. Phù Sinh giết tướng nhà Tấn là Ứng Đình, Lưu Hoằng, khiến quân Tấn tổn thất nặng. Tuy nhiên người em là Hoàn Ôn là Hoàn Xung lại đại thắng quân Tần ở Bạch Lộc Nguyên. Hùng lại tập kích quân của Tư Mã Huân ở Tử Ngọ cốc, buộc Huân lui về Nữ Oa Bảo.
Trong khi đó Hoàn Ôn đưa quân tiến đến Bá Thượng gần Trường An. Phù Kiện lấy 5000 quân cố thủ. Dân trong thành Trường An thấy Hoàn Ôn đến vui mừng, có ông lão nói: Bất hồ kim nhật phức kiến quan quân. Tuy nhiên quân Tấn không tiến được Trường An thì đã hết lương, phải lui về.

### Trận Lạc Dương (356-362)
Năm 356, Hoàn Ôn tiếp tục thực hiện kế hoạch bắc phạt, được Tấn triều phong làm Chinh thảo đại đô đốc, đốc Tư Ký nhị châu chư quân sự, đô đốc quân sự hai châu Tư, Ký. Sau đó, Ôn dùng Đốc hộ Cao Vũ đóng ở Lỗ Dương, Phụ quốc tướng quân Đới Thi đóng ở Hà Thượng, sau đó dẫn đại quân theo sông Hoài Hà tiến về miền bắc. Quân của Ôn xuất phát từ Giang Lăng vào tháng 8 năm 356 rồi tiến đến lãnh thổ Tiền Yên. Tại đây, quân Tấn vấp phải sự phản kháng của hàng tướng trước kia, Diêu Tương. Thủy quân hai bên đụng độ nhau ở phía bắc sông. Khi ra trận, Hoàn Ôn dẫn đầu xung phong làm tinh thần quân tướng phấn kích, đánh thắng được quân của Diêu Tương. Diêu Tương bị tổn thất hơn nghìn quân, tìm đường mà chạy, cuối cùng bị Tiền Tần giết chết.
Hoàn Ôn nhân đà thắng lợi, nhanh chóng đưa quân chiếm lại Lạc Dương. Bản thân Ôn vào thành Kim Dung thăm lăng tẩm của các đời tiên đế nhà Tấn bị xâm hại rồi cho khôi phục lại. Sau đó ông còn tiến đến Chu Thành, bắt sống và buộc tướng địch phải quy hàng, rồi cho dời 3000 nhà từ miền bắc về Giang Hán, đồng thời phái thái thú Tây Dương Đằng Tuấn thảo phạt quân nổi loạn Văn Lô, tướng Giang Hạ Lưu Hỗ cùng thái thú Nghĩa Dương Hồ Ký thảo phạt Lý Hoằng đều phá tan được. Sau đó Hoàn Ôn đưa quân về kinh đô, được phong làm Bình trung, tước Nam quận công. Như vậy sau 43 năm, triều đình nhà Tấn giành lại Lạc Dương lần đầu tiên.
Tuy nhiên Đông Tấn chỉ giữ được Lạc Dương thêm có 6 năm. Tháng 1 năm 362, Dự châu thứ sử của Tiền Yên là Tôn Hưng thỉnh cầu đưa quân công chiếm Lạc Dương. Người nước Yên nghe theo, phái Ninh Nam tướng quân Lã Hộ đến đóng tại Hà Âm để chuẩn bị.
Tháng 2 năm 362, Yên U Đế là Mộ Dung Vĩ sai Lã Hộ tiến đánh Lạc Dương. Đến tháng 3 cùng năm, các chốt phòng thủ gần Lạc Dương của nhà Tấn lần lượt bị phá vỡ, thái thú Hà Nam Đới Thi trốn ra đất Uyển, tướng Trần Hựu cho dâng thư báo về Kiến Khang. Tình hình Lạc Dương trở nên hết sức cấp bách.
Tháng 5 năm 362, Hoàn Ôn sai Dữu Hi và thái thú Cánh Lăng Đặng Hà suất 3000 quân cứu viện Lạc Dương nhưng cũng không sao chống lại Tiền Yên. Đồng thời Ôn thượng biểu lên Tấn đế xin thiên đô lên Lạc Dương để tiện việc bắc phạt. Tuy nhiên bấy giờ triều đình ai cũng sợ hãi không dám lên miền bắc, còn dân tình miền bắc tiều đình, sinh ra nhiều hoài nghi. Cuối cùng triều đình không đồng ý dời đô. Sau đó triều đình cho thăng Ôn làm đô đốc ba châu Tịnh, Tư, Ký, nhưng Ôn từ chối.
Trong khi đó, Lạc Dương liên tiếp chứng kiến thất bại của nhà Tấn. Chinh đông tham quân Lưu Bạt của Yên giết được Chinh đông tướng quân, thứ sử Ký châu, Phạm Dương vương của Tấn là Tư Mã Hữu ở Tín Đô. Sang tháng 7, Lữ Hộ lui về giữ Tiểu Bình Tân, giữa đường thi chết, nhưng quân Tấn vẫn không sao nhân cơ hội phản kháng lại. Tướng Đoàn Sùng đưa quân về bắc, đóng ở Dã Dương, còn tướng Đặng Hà đóng ở Tân Thành, cũng nhau làm phên dậu cho Lạc Dương.
Đến tháng 11 năm 362, Dữu Hi từ Hạ Bi lui về Sơn Dương, Viên Chân từ Nhữ Nam lui về Thọ Dương. Sang tháng 4 năm 363, Ninh Đông tướng quân của Tiền Yên là Mộ Dung Trung đánh chiếm được Huỳnh Dương, thái thú Lưu Viễn chạy về quân Lỗ Dương. Sang tháng 5, quân Yên tiếp tục công hạ Mật Thành rồi Trần Lưu (tháng 10 năm 363),...Các đất đai mà Hoàn Ôn chiếm được năm 356 đều trở về tay Tiền Yên.

### Chiến sự năm 369
Sau khi Tiền Yên giành lại Lạc Dương, chiến sự tạm lắng xuống. Mãi đến năm 369, Hoàn Ôn mới tiếp tục đưa quân bắc phạt. Đây cũng là lần xuất chinh cuối cùng trong cuộc đời của Hoàn Ôn.
Tháng 3 năm 369, Hoàn Ôn chính thức thượng biểu xin Tấn Phế Đế cho mình cùng với các đại thần là Thứ sử hai châu Từ, Duyện Si Âm, thứ sử Giang châu, Nam trung lang tướng Hoàn Xung (cũng là em trai của Ôn) và thứ sử Dự châu Viên Chân cùng dẫn quân phạt Tiền Yên, nhưng Si Âm cáo bệnh nên Hoàn Ôn là người nắm quyền chỉ huy tối cao. Ôn phong cho Si Âm làm Quan Quân tướng quân, Cối Kê nội sử còn mình lại đảm nhiệm chức thứ sử Từ Duyện của chính Âm để lại. Có tướng Si Siêu khuyên ngăn rằng đường sá xa xôi lại thời tiết khô hạn không thuận lợi nhưng Ôn không thèm nghe.
Cùng trong tháng 3, Hoàn Ôn cùng Hoàn Xung, Viên Chân dẫn 50000 quân bắc phạt. Quân Tấn nhanh chóng tiến đến vùng Hồ Lục, Hoàn Ôn dùng Kiến Uy tướng quân Hồ Lục ra trận, đại thắng, bắt sống tướng Mộ Dung Trung rồi đánh sang Kim Hương vào tháng 6 năm đó. Nhưng không may gặp hạn hán, thuyền của quân Tấn không tiến lên được. Hoàn Ôn bèn sai quân sĩ đào 300 dặm vùng Cự Dã để khai thông cho thuyền đi từ Thanh Thủy tiến lên sông Hoàng Hà.
Thấy quân Tấn tấn công, vua Yên sai các tướng là Hạ Bi vương Mộ Dung Lệ làm Chinh thảo đô đốc, dẫn 20000 quân giao chiến với quân Tấn ở Hoàng Khư, bị Hoàn Ôn đánh bại, thái thú quận Cao Bình của Tiền Yên là Từ Phiên bỏ sang hàng quân Tấn. Các tướng tiến phong Đặng Hà, Chu Tự cũng đánh tán tướng Yên là Phó Nhan ở Lâm Chử. Vua Yên lo sợ, sai Tán kị thường thị Lý Phụng cầu cứu Tiền Tần.
Tháng 7 năm 369, Hoàn Ôn tiến cứ Vũ Dương, được thứ sử Duyện châu của Tiền Yên là Tôn Nguyên hưởng ứng rồi tiến thẳng về Phương Đầu. Yên đế Mộ Dung Vĩ và thái phó Mộ Dung Bình lo sợ, muốn bỏ trốn khỏi kinh thành. Ngô vương Mộ Dung Thùy là người dũng cảm, xin được ra trận. Vĩ nghe theo, phong Mộ Dung Thùy làm Sử trì tiết, Nam thảo đại đô tốc, cùng Chinh Nam tướng quân, Phạm Dương vương Mộ Dung Đức đưa 5 vạn quân chống cự, đồng thời lại sai Nhạc Tung đến Tần cầu cứu lần nữa, hứa sẽ giao miền tây Hổ Lao cho Tần. Vua Tiền Tần là Phù Kiên chấp nhận. Tháng 8 cùng năm, Kiên sai tướng quân Tuân Trì cùng thứ sử Lạc châu Đặng Khương dẫn 20000 bộ binh xuất phát tiến đến Dĩnh Xuyên và sai Tán kị thị lang Khương Phủ báo lại cho Tiền Yên.
Trong khi đó quân của Hoàn Ôn đã vào đến Phương Đầu. Ôn sai Viên Chân đánh Tiếu Lương để mở đường, nhưng không được, lại thêm quân lương đã cạn kiệt. Sang tháng 9 năm đó, Mộ Dung Đức dẫn 10000 quân, Lưu Đương dẫn 5000 quân đánh Thạch Môn. Đức sai tướng Mộ Dung Trụ dẫn 1000 người đi tiên phong, giao chiến với quân Tấn rồi dùng kế lui quân để nhử. Quả nhiên quân Tấn trúng kế, mắc vào ổ mai phục và bị thiệt hại nặng.
Hoàn Ôn nhiều lần ra trận bất lợi, thêm việc quân lương gần hết và Tiền Tần sắp đến bèn quyết định lui quân về, dùng Mao Hổ ở lại trấn thủ. Hoàn Ôn đưa quân lui 700 dặm. Mộ Dung Thùy phái quân truy kích, lại cử Mộ Dung Đức lĩnh 4000 quân mai phục ở Tương Ấp, phá tan quân của Hoàn Ôn, giết hơn 3 vạn quân Tấn. Tướng Tôn Nguyên của Tấn bị Tả vệ tướng quân Mao Thảo của Yên đánh tan và bị bắt.
Tháng 10 cùng năm, Hoàn Ôn lui về Sơn Dương. Xấu hổ vì bại trận, Ôn đổ hết mọi tội lỗi lên đầu Viên Chân rồi thượng biểu phế Chân làm thứ nhân. Chân ấm ức, cũng dâng biểu kể tội của Ôn nhưng nhà Tấn không báo lại. Chân bèn chiếm cứ Thọ Xuân rồi quay sang hàng Tiền Yên. Hoàn Ôn lại cử Mao Hổ làm thái thú Hoài Nam, đóng ở Lịch Dương, còn mình lui về miền nam. Giai đoạn thứ ba của cuộc chiến chấm dứt từ đó. Hoàn Ôn về sau không một lần nào tiến lên miền bắc nữa cho đến khi qua đời (373).

## Giai đoạn thứ tư
Sau năm 369, tình hình hai miền nam-bắc đều có biến động. Ở miền nam, Hoàn Ôn tuy bại trận nhưng không bị truy cứu, lại còn ngang tàng hơn trước và nuôi ý định lấy ngôi nhà Tấn. Năm 370, Ôn phế Tấn Phế Đế, đưa Cối Kê vương Tư Mã Dục lên ngôi, sử xưng là Tấn Giản Văn Đế (371 - 372). Từ đó Hoàn Ôn thao túng quyền hành, thế lực ngày càng to. Tuy nhiên sang năm 373, Hoàn Ôn mất, mối lo Hoàn Ôn cướp ngôi cuối cùng tiêu tan. Nhà Tấn tiếp tục tồn tại thêm mấy mươi năm nữa.
Còn ở miền bắc, Tiền Tần trở mặt, tiêu diệt Tiền Yên (370) rồi lần lượt diệt các nước khác là Tiền Lương và Đại (376), thống nhất miền bắc lần đầu tiên sau hơn nửa thế kỉ. Sau khi hoàn thành việc thống nhất, miền bắc, vua Tần là Phù Kiên mong muốn mở rộng thế lực xuống phía nam nhằm diệt nhà Tấn, thống nhất Trung Quốc.
Năm 373, Phù Kiên bắt đầu đưa quân tràn xuống miền nam, tấn công Lương châu và Ích châu. Đến năm 376, sau khi thống nhất miền bắc, Phù Kiên quyết thân chinh, tiến đánh Đông Tấn. Năm 378, Phù Kiên sai con là Phù Phi dẫn 7 vạn quân tiến công thành Tương Dương, còn bản thân Phù Kiên thống lĩnh 10 vạn quân ở phía nam, phân quân tam lộ cùng tiến đánh Tương Dương. Trước lực lượng của quân Tần, đến tháng 2 năm 379, thành Tương Dương bị phá. Sau đó, Phù Kiên lại phái Bành Siêu tấn công Bành Thành và Hoài Nam. Tuy nhiên quân Tần sau đó bị tướng Tấn là Tạ Huyền (344 - 388, cháu tể tướng Tạ An) đánh bại và phải lui về miền bắc.
Tháng 8 năm 383, Hoàn Xung dẫn 10 vạn quân bắc phạt Tiền Tần, tiến đánh thành Tương Dương, đồng thời sai Tiền tướng quân Lưu Bảo công đánh các thành ở miện bắc, Phụ quốc tướng quân Dương Lượng đánh vào đất Thục, chiếm 5 thành rồi tiến vào Phù Thành; còn Ung Dương tướng quân Quách Thuyên tiến đánh Vũ Đương. Sang tháng 6 cùng năm, Hoàn Xung đoạt thành Vạn Tuế và Trúc Dương. Trước thế mạnh của quân Tấn, Phù Kiên phái Chinh nam tướng quân, tước Cự Lộc công là Phù Duệ cùng Quan Quân tướng quân Mộ Dung Thùy dẫn 50000 quân cứu Tương Dương. Sau đó, Phù Kiên tiếp tục cử thứ sử Duyện châu Trương Sùng cứu Vũ Đương và Bộ binh giáo úy Diêu Trường cứu Phù Thành, tổng cộng quân đông gần 90 vạn, lại lấy em là Phù Dung làm tiên phong. Hoàn Xung phải lui về nam vào tháng 7 cùng năm.
Cùng lúc đó ở miền bắc, quân Đông Tấn do Quách Thuyên và Hoàn Thạch Xung chỉ huy đánh bại quân Tần ở Vũ Đương, đem 2000 hộ cùng rút về nam. Phù Duệ bèn cử Mộ Dung Thùy làm Tiên phong, đóng ở Lâm Miện Thủy. Để gây thanh thế, Mộ Dung Thùy cho quân thắp đèn trong đêm tối khiến Hoàn Xung hoảng sợ, lại lui về Thượng Minh. Cánh quân của Dương Lượng cũng rút về nam.
Hoàn Xung rút về phía nam thì Phù Kiên lại quyết định nam hạ, bèn tuyển quân, ra lệnh cứ 10 dân đinh lấy 1 người, quân lính dưới 20 tuổi gọi là Vũ Lâm lang. Triều đình Tiền Tần nhiều người phản đối, duy chỉ có Mộ Dung Thùy và Diêu Trường tán thành. Phù Kiên hài lòng, dẫn quân nam hạ.
Tháng 8 năm 383, Phù Kiên sai Dương Bình công Phù Dung dẫn theo Trương Hào và Mộ Dung Thùy cùng 20 vạn quân làm tiên phong, Duyện châu thứ sử Diêu Trường làm Long Tương tướng quân, đốc quân sự hai châu Lương, Ích dẫn quân theo sau.
Mấy hôm sau, đội quân hùng hậu của Phù Kiên gồm hơn 60 vạn sĩ tốt, 21 vạn kị binh tiến quân từ Trường An tiến về phía nam. Đến tháng 9, Phù Kiên tiến đến Hạng Thành, rồi Bành thành. Kiên cho thủy quân và lục quân cùng tiến lên, khí thế hừng hực. Cánh quân của Phù Dung tiến về Dĩnh Khẩu. Sang tháng 9, quân Phù Kiên vào Hạng Thành rồi Uy Dương, Bành Thành, Hán Giang. Đến tháng 10 năm 383, Mộ Dung Thùy đánh Vân Thành, Phù Dung chiếm Hiệp Thạch và Lương Thành đoạt Lạc Hạ.
Được tin quân Tần nam hạ, nhà Tấn cử Thượng thư bộc xạ Tạ Thạch làm Chinh Lỗ tướng quân, Chinh thảo đô đốc, thứ sử hai châu Từ, Duyện là Tạ Huyền làm Tiên phong đô đốc, cùng Phụ quốc tướng quân Tạ Diễm, Tây trung lang tướng Hoàn Y cùng các tướng khác như Đới Hi, Đàn Huyền,... dẫn theo 8 vạn quân chống cự, trong khi Long Tương tướng quân Hồ Bân được lệnh dẫn 5000 quân cứu Thọ Dương. Tuy nhiên số quân này chẳng thấm tháp vào đâu so với trăm vạn đại quân của Tiền Tần.
Tạ Huyền và Tạ Thạch dựng trại cách Lạc Gián khoảng 25 dặm, không thể tiến lên nữa. Thư của Hồ Lâm ở Hiệp Thạch gửi cho Tạ Huyền bị Phù Dung bắt được, qua đó quân Tần biết được tình hình quân Tấn. Phù Kiên do đó sinh ra chủ quan, để lại phần lớn quân ở lại Thuận Thành, còn mình tự dẫn 8000 kỵ binh đến Thọ Dương.
Phù Kiên sai tướng Tấn vừa quy hàng ở Tương Dương là Chu Tự đến doanh trại của Tạ Huyền dụ hàng. Tuy nhiên Chu Tự vẫn trung thành với nhà Tấn, bèn báo lại cho Tạ Huyền biết tình hình quân Tấn mà khuyên Huyền nên nhân khi quân Tần chưa đến đông đủ thì nên phá ngay mới cơ thể thắng.
Tháng 11 năm đó, Tạ Huyền sai Lưu Lao Chi mang 5 nghìn quân sĩ đến Lạc Gián. Quân Lưu Lao Chi và Hà Khiêm nhân trời tối đem quân bí mật tập kích, cắt đứt giao thông trên sông. Lưu Lao Chi nhân lúc 5 vạn quân tiên phong của Tần qua sông, liền dẫn 5000 quân kị chia làm bốn mũi đánh thẳng vào quân Tần. Quân Tần hành quân xa vốn đã mệt mỏi, lại bị tấn công bất ngờ, hoảng hốt bỏ chạy, trận chiến hai bên trở thành một bên mặc sức chém giết. Quân Tần bị giết gần nửa, chủ tướng Lương Thành, cùng các tướng Vương Hiển, Vương Vịnh... hàng chục tướng Tần bị chém đầu. Lưu Lao Chi thu quân về Hạp Thạch thành. Trận này quân Tần bị bắt giết gần 2 vạn quân, còn Đông Tấn chỉ mất vài trăm quân kị.
Vua Tần Phù Kiên thấy quân Tấn dũng mãnh, quân mình bại trận bắt đầu lo lắng, bèn sai Kỳ Liệt đem quân đóng ở bờ bắc sông Phì. Tạ Huyền gửi thư cho Phù Dung yêu cầu lui lại phía sau một ít để quân Tấn qua sông, quyết một trận sống mái. Mặc cho các tướng phản đối nhưng Phù Kiên và Phù Dung vẫn đồng ý. Khi ra trận, quân Tấn do quá đông nên đội ngũ rối loạn, lại nhận được lệnh rút quân nên hậu quân tưởng tiền quân có biến. Chu Tự thừa cơ hô to: Quân Tần thua rồi, làm quân Tần hoảng loạn, tranh nhau bỏ trốn, giày xéo lên nhau mà chết, các tướng Tần không sao ngăn cản nổi. Tạ Huyền thừa cơ đó, cùng Tạ Diễm và Hoàn Y suất quân qua sông, giết được rất nhiều quân Tần, Phù Dung cũng chết trong đám loạn quân. Quân Tấn tiến tới huyện Mật. Phù Kiên bị trúng tên, phải nương nhờ Mộ Dung Thùy là người duy nhất không bị tổn hao binh lực rồi lui về bắc. Quân Tấn thừa thắng truy đuổi tới tận huyện Thọ, bắt được chiếc xe vân mẫu của Phù Kiên cùng vô số khí giới của quân Tần và hơn 10 vạn trâu bò ngựa, sau chiếm lại thành Thọ Xuân.
Sau trận đại thắng Phì Thủy, quân Tấn lập tức thực hiện kế hoạch bắc phạt, thu lại đất đai phía nam sông Hoàng Hà. Tạ An tiến cử Tạ Huyền làm Đô đốc tiên phong, cùng Quan Quân tướng quân Hàng Thạch Kiền bắc phạt Tiền Tần. Quân Tạ Huyền chiếm được Viên Thành, Quyên Thành. Nhiều thành ở Hà Nam lần lượt xin hàng. Lãnh thổ Đông Tấn được mở rộng tới bờ nam sông Hoàng Hà.
Tạ Huyền lưu Lưu Lao Chi lại Quyên Thành rồi tiến đến Thanh châu, lại sai thái thú Hoài Lăng Cao Tố đem 3000 quân đến Quảng Cố. Tướng Tần là Thứ sử Thanh châu Phù Lãng đầu hàng. Nhân đà thắng lợi, Tạ Huyền tiến sang Ký châu. Phù Kiên sai con là Phù Phi đóng quân ở Lê Dương. Huyền nhân đêm tối tập kích Phù Phi, Phi thua trận bỏ trốn sau đó phải xin hòa. Rồi Tạ Huyền phái thái thú Tấn Lăng Đằng Điềm đóng ở Lê Dương, dụ hàng được ba tướng Tấn. Triều đình nghe tin Tạ Huyền thắng trận bèn phong làm huyện công. Sau đó Tạ Huyền lại sai Ninh Viễn tướng quân Diễn đánh Thân Khải ở Ngụy quận, cho Chu Tự trấn thủ Lương Quốc còn mình lui về Bành Thành. Toàn bộ đất đai miền nam sông Hoàng Hà trở về tay quân Tấn, ranh giới bắc-nam thay đổi rõ rệt. Đến đây là chấm dứt cuộc bắc phạt lần thứ tư. Nước Tiền Tần sau trận thua này không thể khôi phục lại nữa, các tướng Mộ Dung Thùy, Diêu Trường... nổi loạn, chia cắt Trung Nguyên thành 10 nước như cũ.

## Giai đoạn thứ năm

### Tiêu diệt Nam Yên
Mấy mươi năm sau lần bắc phạt thứ tư, triều đình nhà Tấn suy yếu do các cuộc khởi nghĩa liên tiếp nổ ra, cuối cùng bị quyền thần Lưu Dụ áp chế. Ở miền bắc, sau nhiều cuộc chiến tranh liên tiếp, Tiền Tần bị tiêu diệt, thay vào đó là các quốc gia mới thành lập: Hậu Yên, Tây Yên, Nam Yên, Bắc Yên, Bắc Ngụy, Tây Tần, Hậu Tần, Nam Lương, Bắc Lương và Hạ.
Trong số các nước đó, Bắc Ngụy nhanh chóng phát triển lớn mạnh, lấn át các nước còn lại, đặc biệt là Nam Yên và Hậu Tần. Thấy hai nước miền bắc suy yếu, Lưu Dụ thực hiện kế hoạch tiến công bắc phạt Trung Nguyên lần nữa. Trong khi đó tại Nam Yên, hoàng đế Mộ Dung Siêu kiêu căng ngạo mạn, tỏ ra xem thường nhà Tấn. Tháng 2 năm 409, Mộ Dung Siêu sai Công Tôn Quy đem 3000 quân tiến công vào lãnh thổ nhà Tấn, tiến công thành Túc Dự ở Hoài Bắc vào quận Tế Nam, bắt được thái thú Triệu Nguyên và hơn 2000 nam nữ đưa về nước rồi lại tấn công Tế Nam, bắt thái thú Triệu Nguyên và hơn 1000 nam nữ đưa về Yên. Từ đó các quận ở phía nam Bành Thành dao động.
Lưu Dụ nghe tin quân Nam Yên tấn công, bèn phái em là Lưu Đạo Liên trấn thủ Hoài Âm để phòng bị rồi xin Tấn An Đế cho mình xuất quân bắc phạt vào tháng 3 năm đó. Triều đình nhà Tấn lo ngại, duy có Tả bộc xạ Mạnh Sưởng và Xa kị tư mã Tạ Dụ, Tham quân Tang Hi đồng tình và khuyến khích. Lưu Dụ vui mừng, phong Mạnh Sưởng làm Giám trung quân và quyết định bắc phạt.
Tháng 5 ÂL năm 409, Lưu Dụ suất quân từ Kiến Khang tiến tới Bành Thành rồi Hạ Bi. Sau đó Lưu Dụ xua quân tiến công, vào quận Lang Nha xây thành và lưu quân trấn thủ ở đấy.
Mộ Dung Siêu nghe tin đó, liền hội quần thần tìm cơ đối phó. Công Tôn Ngũ Lâu và Mộ Dung Trấn khuyên Siêu nên đưa quân cố thủ ở Đại Hiện Sơn để chặn quân Tấn nhưng Siêu không chịu và quyết tâm giao chiến ở đồng bằng.
Lưu Dụ đưa quân qua núi Đại Hiện dễ dàng, không vấp phải sự phản kháng nào từ Nam Yên. Sang tháng 6 cùng năm, Lưu Dụ đến vùng Đông Hoàn, Mộ Dung Siêu phái Công Tôn Ngũ Lâu, Hạ Lại Lô và Đoàn Huy dẫn 50000 bộ binh tiến về Lâm Cù chống trả. Nghe tin quân Tấn sắp đến, Siêu lo sợ, bèn đem 4 vạn quân hợp với Đoàn Huy ở Lâm cù. Trong khi đó, Lưu Dụ phái Tiền khu tướng quân Mạnh Long Phù tiến đến Xuyên Nguyên giao chiến cùng Công Tôn Ngũ Lâu. Ngũ Lâu thua trận, bỏ sang hàng quân Tấn.
Dụ tiếp tục sai Tư nghị tham quân Đàn Thiều dẫn sĩ tốt phá thành Lâm Cù. Mộ Dung Siêu bỏ chạy về phía nam thành. Đoàn Huy cũng bị quân Tấn đánh bại và bị giết chết. Mộ Dung Siêu lại chạy về thành Quảng Cố, sai Thượng thư lang Trương Cương cầu cứu Diêu Hưng của Hậu Tần và thả Mộ Dung Trấn mà mình vừa bắt giam và thăng làm Lục Thượng thư, Đô đốc trung ngoại chư quân và hỏi kế giữ nước. Mộ Dung Trấn khuyên Mộ Dung Siêu nên quyết chiến một trận sống mái với quân Tân thì may ra mới có thể thắng vì Hậu Tần cũng bị nước Hạ tấn công dồn dập, không thể hỗ trợ Nam Yên được. Nhưng Mộ Dung Siêu lo ngại không dám làm và sai Phạm và Vương Bồ đến cầu cứu Diêu Hưng lần nữa.
Diêu Hưng phái Diêu Cương đến cứu Nam Yên vì bị nước Hạ tấn công dồn dập nên không lâu sau lại sai Cương đưa quân về. Thành Quảng Cố bị vây bốn mặt rất nguy cấp. Thượng thư Viên Tôn và thái thú Kinh Triệu Viên Miêu ra thành đầu hàng, được Dụ phong làm tham quân.
Trong khi đó Trương Cương từ Trường An trở về không được kết quả, bị thái thú Thái Sơn Chân Tuyên bắt được đưa đến chỗ Lưu Dụ. Lưu Dụ bèn lập kế đưa Cương lên xe và phái Chu Thành đứng cạnh hô to:
Lưu Bột Bột đại phá Tần quân, vô binh tương cứu.
Người trong thành nghe tin cực kì sợ hãi, nhiều dân chúng ở miền bắc hơn trăm hộ bỏ về hàng Lưu Dụ. Dụ lại công đánh các thành còn lại của Nam Yên, bắt sống tướng Trương Hoa,... cô lập Quảng Cố hơn nữa.
Diêu Hưng biết Nam Yên khó bảo toàn, nên cảnh cáo Lưu Dụ nếu cứ tiếp tục tấn công thì quân Tần sẽ nhân lúc Kiến Khang bỏ trống mà tiến đánh. Dụ không sợ, nói rằng nếu theo lời Diêu Hưng nói thì sau khi diệt Yên rồi thì Dụ tiến đánh Tần càng nhanh hơn. Sứ Tần bỏ về.
Trong khi đó tại Quảng Cố, người tôn thất họ Mộ Dung hơn 100 nhà lo sợ định chạy trốn sang Bắc Ngụy, bị Bắc Ngụy Đạo Vũ Đế Thác Bạt Khuê giết hết. Còn Mộ Dung Siêu oán Trương Cương nên đem mẹ Cương xử tử ở trước thành. Đến tháng 12 năm đó, Linh Thai lệnh Trương Quang thấy tình hình nguy cấp, bèn khuyên Mộ Dung Siêu đầu hàng, liền bị Siêu giết chết. Đến tháng 1 năm 410, lại có Thượng thư lệnh Đổng Tiến khuyên Mộ Dung Siêu đầu hàng cũng bị giam lại. Trong lúc này, nhiều người trong thành lũ lượt bỏ sang hàng quân Tấn, tình thế Nam Yên nguy cấp.
Sang ngày Đinh Hợi, Lưu Dụ đưa đại quân phá thành Quảng Cố. Mộ Dung Siêu chống không nổi, bèn cùng hơn 10 thủ hạ ra khỏi thành bỏ trốn, bị tướng Lưu Đạo Liên (em trai Lưu Dụ) bắt sống rồi bị giải về Kiến Khang. Lưu Dụ lấy cớ không sớm đầu hàng, bèn giết chết Mộ Dung Siêu cùng hơn 3000 quý tộc Nam Yên. Nam Yên diệt vong.

### Chu Linh Thạch vào đất Thục
Sau khi diệt Nam Yên, Lưu Dụ tạm thời đưa chủ lực về nam để tập trung tiêu diệt khởi nghĩa của Lư Tuần. Còn ở miền tây, vào năm 405, người quận Ba Tây là Tiều Túng xây dựng lực lượng, chiếm cứ đất Thục, đóng ở Thành Đô, lập ra nước Tiều Thục (405 - 413). Tiều Túng xưng thần với nước Hậu Tần và liên kết với thế lực của họ Hoàn và Lư Tuần, đánh phá nhà Tấn. Trước tình hình đó, Lưu Dụ nhiều lần đưa quân sang đánh Thục nhưng không thu được kết quả đáng kể.
Năm 406, Lưu Dụ cử các tướng Mao Tu Chi, Tư Mã Vinh Kỳ, Văn Xử Mậu, Thời Diên Tổ tiến quân về phía tây đánh Thục. Trên đường đi, Tư Mã Vĩnh Kì bị thủ hạ Dương Thừa Tổ ám hại, quân Tấn đành phải rút về. Mãi đến năm 407, Dương Thừa Tổ mới bị diệt, Lưu Dụ lại cử Lưu Kính Tuyên đánh Thục một lần nữa. Tiều Túng bèn sang xưng thần với Hậu Tần để được giúp đỡ. Đến cuối năm 408, Lưu Kính Tuyên tiến sang vùng Hoàng Hổ thì Diêu Hưng cũng đưa quân đến cứu Thục. Tướng Thục là Tiều Đạo Phúc đưa quân chống cự với Kính Tuyên hơn 60 người. Cuối cùng quân Tấn hết lương đành phải lui về.
Sang năm 410, Tiều Túng lại đánh phá miền Kinh châu, chiếm được quận Ba Đông. Trước tình thế ấy, tháng 12 năm 412, Lưu Dụ quyết định diệt Tiều Thục, phái Thái thú Tây Dương Chu Linh Thạch làm Thứ sử Ích châu cùng Ninh Sóc tướng quân Tang Hỉ, thái thú Hạ Bi Lưu Chung và thái thú Lan Lăng Khoái Ân cùng dẫn 20000 quân từ Giang Lăng đánh vào đất Thục. Trước khi ra trận, Lưu Dụ dặn kế cho Linh Thạch nên tấn công theo tuyến đường dài hơn đến kinh thành Tây Thục là Thành Đô theo Mân giang, và dùng nghi binh theo Phù Giang ở gần nhằm phân tán sự phòng thủ của quân Thục. Có tướng Mao Tu Chi xin được cùng ra trận nhưng Lưu Dụ sợ rằng Tu Chi mà vào đất Thục sẽ giết hại nhiều làm dân Thục oán hận nên không chịu. Linh Thạch đi theo đúng lộ trình đó, Tiều Túng quả nhiên mắc mưu nên phái Tiều Đạo Phúc đóng quân ở Phù Thành, nhưng Linh Thạch đã đi theo đường khác rồi.
Tháng 5, quân của Chu Linh Thạch tiến vào thành Bạch Đế. Linh Thạch tiếp tục đánh Bình Mô, còn cách Thành Đô 200 dặm. Tiều Túng lại sai Đại tướng quân Hầu Huy, Thượng thư bộc xa Tiếu Sân đến Bình Mô nghênh chiến. Các tướng Tấn thấy rằng ở phía bắc có nhiều binh Thục nên muốn tấn công vào phía nam thành. Linh Thạch nói:
-Kim đồ nam thành, bất túc dĩ phá bắc, nhược tận duệ dĩ bạt bắc thành, tắc nam thành bất huy tự tán hĩ.
Đến tháng 7 năm 413, Chu Linh Thạch hạ được thành phía bắc, giết Hầu Huy và Tiếu Sân rồi chiếm luôn thành nam, sau đó bỏ thuyền kéo thẳng về Thành Đô. Trên đường đi, quân Tấn gặp phải sự kháng cự của đại tướng Tiếu Phủ nhưng nhanh chóng đánh tan.
Mấy ngày sau, quân Tấn vào Thành Đô. Tiều Túng bỏ thành mà chạy. Thượng thư lệnh của Túng là Mã Đam mở cửa cho quân Tấn kéo vào. Thành Đô rơi vào tay quân Tấn. Chu Linh Thạch cho giết hết thân thích của Tiều Túng
Về phần Tiều Túng, ông ta chạy đến chỗ của Tiều Đạo Phúc nhưng bị Đạo Phúc mắng chửi và muốn giết đi, nên lại bỏ chạy tiếp, cuối cùng thắt cổ tự tử, bị người quận Ba Tây là Vương Chí chém đầu của Túng, nộp cho Chu Linh Thạch.
Linh Thạch lại đánh sang Phù Thành. Tiều Đạo Phúc biết không giữ được nữa, bèn đem vàng bạc thưởng cho quân sĩ rồi cho họ bỏ trốn, còn mình trốn đến Quảng Hán, bị người Quảng Hán là Đỗ Cẩn bắt được và bị đem chém đầu.
Thế là Tiều Thục bị diệt vong. Triều đình nhà Tấn xét công, phong Chu Linh Thạch làm Giám quân sáu quận của hai châu Lương, Thần, tước Phong Thành huyện hầu. Đất Thành Đô trở về tay nhà Tấn.

### Tiêu diệt Hậu Tần
Năm 415, Diêu Hưng chết, Hậu Tần lâm vào tình trạng suy yếu. Lưu Dụ ở Kiến Khang cũng gấp rút chuẩn bị kế hoạch bắc phạt một lần nữa. Tháng 8 ÂL năm 416, Lưu Dụ đưa quân từ Kiến Khang ra Bành Thành, rồi phái các tướng gồm Quan Quân tướng quân Đàn Đạo Tế, Long Tương tướng quân Vương Trấn Ác tiến binh ra Hoài Hà, công đánh Tất Khâu và Hạng Thành, tướng Trần Lâm Tử qua sông đánh vùng Thương Viên thuộc lãnh thổ Hậu Tần.
Quân Tấn nhanh chóng giành thắng lợi ngay từ những trận đánh đầu tiên. Tướng Tần Vương Cẩu Sanh đem thành Tất Khâu hàng Vương Trấn Ác, thứ sử Từ châu Diêu Chưởng ở Hạng Thành cũng đầu hàng Đàn Đạo Tế... Quân Tấn nhanh chóng vào đến Dĩnh Khẩu trong khi các tướng Tần lũ lượt sang hàng, duy chỉ có Thái thú Tân Thái Đổng Tuân cố sức chống giữ. Đàn Đạo Tế đem quân công phá, bắt được Tuân. Đổng Tuân lên tiếng mắng chửi Đạo Tế nên bị Đạo Tế giết.
Trong triều đình Hậu Tần, Diêu Thiệu về Trường An, khuyên vua Tần là Diêu Hoằng
Quân Tấn đi qua Hứa Xương, Dự châu thì đất An Định cô lập lại xa xôi, khó cứu được. Bây giờ nên dời quân chư trấn về kinh thì có thể được hơn 10 vạn, đủ để hoành hành thiên hạ. Lúc bấy giờ hai giặc đánh nhau thì ta không bị hại. Còn không nghe theo kế ấy, thì Tấn đánh vô Dự Châu, Bột Bột (vua nước Hạ) đánh An Định thì làm sao chống đỡ. Sự cơ đã tới rồi, chỉ còn quyết đoán nhanh mà thôi.
Tuy nhiên Tả bộc xạ Lương Hỉ cho rằng người em họ của Diêu Hoằng là Tề công Diêu Khôi ở An Định dũng mạnh thiện chiến, lại có thâm thù với Hách Liên Bột Bột, sẽ cố sức giữ An Định, thì Bột Bột không thể đánh tới kinh được. Còn nếu triệu Khôi về, thì các thành bên ngoài sẽ lâm nguy. Hoằng nghe theo. Lại bộ lang Hoành Mật lại can ngăn rằng Tề công Khôi có thể có ý khác, không tuân phục mà nhân đó phản loạn thì quân ở An Định có tới hơn 4 vạn, tiến về kinh sư một lúc thì Trường An lâm nguy. Nhưng Hoằng tin tưởng Diêu Khôi, không đồng ý với ý kiến này.
Quân Tấn sau đó tiến Thành Cao và áp sát thành Lạc Dương. Tướng ở Lạc Dương là Diêu Quang gửi thư xin cứu viện. Diêu Hoằng sai Việt kị giáo úy Diêm Sinh đem 3000 quân cứu, cộng thêm 10000 quân do Diêu Ích chỉ huy cùng đến chi viện cho thành Lạc Dương, lại thêm Chinh Đông tướng, Tịnh châu mục Diêu Ý đóng ở Thiểm Tân làm hậu viện. Trong khi tại Lạc Dương, bộ tướng Triệu Huyền khuyên Diêu Quang đừng nên xuất chiến nhưng tư mã Diêu Vũ đã thông đồng trước với Đàn Đạo Tế, thêm vào đó là Chủ bộ Diêm Khôi, Dương Kiền cùng cánh với Vũ, cùng nhau khuyên Diêu Quang ra trận. Quang nghe theo, sai Triệu Huyền đem hơn 1000 quân trấn thủ Bách Cốc ổ và Thạch Vô Húy đóng ở Củng Thành, chống lại quân Tán. Triệu Huyền bảo rằng Diêu Quang nếu không nghe lời mình, thì tất sẽ hối hận.
Khi quân Tấn tiến đến, các thành Thành Cao, Dương Thành, Vũ Lao, Huỳnh Dương lũ lượt bỏ vũ khí đầu hàng, Đàn Đạo Tế nhanh chóng ở quân tiến thẳng đến Lạc Dương. Thạch Vô Húy được lệnh giữ Củng Thành cũng bỏ trốn. Triệu Huyền bèn ra trận giao chiến cùng tướng Tấn là Mao Đức Tổ ở Bách Cốc, bị thua to rồi chết trong trận. Diêu Vũ bỏ khỏi thành hàng quân Tấn. Đàn Đạo Tế bèn tiến thẳng vào Lạc Dương. Diêu Quang hoảng sợ, cuối cùng chấp nhận đầu hàng. Trong khi Diêm Sanh ở Tân An và Ích Nam ở Hồ Thành định đưa quân chi viện và cùng đóng ở LẠc Dương, nghe tin Lạc Dương đã mất nên dừng lại.
Cuối năm 416, Diêu Ý nghe theo lời Tư mã Tôn Sương, quyết định phản lại Diêu Hoằng, đưa quân về Trường An cướp ngôi đế. Khi quân của Ý tới Thiểm Tây, lại cho mời thêm quân các tộc Nhung, Khương tới chi viện. Thị lang Tả Nhã can ngăn rằng quốc gia sắp mất không nên gây họa loạn nữa, liền bị Ý sát hại. Diêu Hoằng nghe tin đó lo sợ, triệu thúc phụ là Diêu Thiệu vào bàn kế rồi sai Diêu Tán vào Quan quân tư mã Quốc Phan cùng Xa Huyền đánh Thiểm Tây và Diêu Lư đóng ở Đồng Quan, cuối cùng bắt sống được Diêu Ý.
Tháng 1 năm 417, Diêu Hoằng thấy Trường An đã nguy cấp, bèn triệu tập bách quan đến bàn kế. Cùng lúc đó, Tề công Diêu Khôi làm phản ở An Định, đưa quân từ Bắc Ung châu về Trường An, tiếm xưng Đại đô đốc, Kiến Nghĩa Đại tướng quân, được Dương Uy tướng Khương Kỉ theo giúp chinh bắc. Quân của Khôi tiến về Trường An, Kiến Tiết tướng quân Bành Hoàn Đô ở Âm Mật bỏ chạy về Kinh. Quân của Khôi đến Tân Chi, rồi lại đánh Mi Thành. Tây tướng quân Diêu Kham bị thua trận làm Trường An kinh động.
Diêu Hoằng quyết định dùng Diêu Thiệu và Diêu Dụ, Hồ Dực đem quân đến đánh. Trong lúc đó, thái thú Phù Phong đã đầu hàng Diêu Khôi. Diêu Thiệu bèn đưa quân đến giao chiến với Khôi ở Linh Thai. Con Thiệu là Diêu Tán giữ Ninh Sóc tướng quân Doãn Nhã làm thái thú Hoằng Nông trấn thủ Đồng Quan rồi đưa quân sang đông. Quân của Diêu Khôi thấy Diêu Thiệu đến thì hoảng sợ, tướng Tề Hoàng bỏ sang hàng. Khôi mới đem binh ra chống và bị giết. Cuộc nổi loạn chấm dứt nhưng cũng đủ làm phân tán sự phòng thủ của Hậu Tần trước quân Tấn.
Ở miền nam, Lưu Dụ cũng chính thức phát binh, giữ người con nhỏ là Lưu Nghĩa Long ở Bành Thành còn mình tiến ra bắc. Trong khi đó Vương Trấn Ác kéo quân tới Thằng Trì, lại sai Mao Đức Tổ giao chiến cùng Doãn Nhã ở thành Lễ Ngô, bắt sống Nhã rồi tiến chiếm Đồng Quan. Còn Đàn Đạo Tế và Trầm Lâm Tử phá quân Tần ở Tương Ấp, thái thú Hà Bắc của Tần là Tiết Bạch chạy sang Hà Đông. Quân Tấn lại đánh thứ sử Tịnh châu Doãn Chiêu ở Bồ Phản nhưng lần này không thành công.
Tại Trường An, Diêu Hoằng phái Diêu Loan đến chiếm lại Đồng Quan và Diêu Lư đến cứu Bồ Phản. Trầm Điền Tử và Đàn Đạo Tế không dám tấn công bèn dẫn quân sang Đồng Quan hỗ trợ Vương Trấn Ác. Đến tháng 3 năm 417, Đạo Tế và Lâm Tử đến Đồng Quan, giáo chiến với quân của Diêu Thiệu và giành thắng lợi, chém được hơn 1000 quân Tần. Thiệu phải rút về Định Thành rồi sai Diêu Loan đem quân đánh cướp đường lương của Đàn Đạo Tế nhằm cô lập quân Tấn. Quân của Loan giao chiến với quân Tấn ở Quan Nam nhưng không thắng và tướng Doãn Nhã bị bắt giết. Sau đó, Trầm Lâm Tử nhân đêm tối công phá quân trại của Diêu Loan, giết Loan và hơn 1000 sĩ tốt. Diêu Thiệu nghe tin, cử con là Diêu Tán đóng ở Hà Thượng nhằm chặn quân thủy của Tấn, nhưng cũng bị Trầm Lâm Tử đánh bại. Tướng Tiết Bạch về hàng quân Tấn.
Cùng lúc đó, thủy quân của Lưu Dụ cũng đã tiến tới Thanh Hà. Diêu Hoằng sai sứ sang cầu cứu Bắc Ngụy. Bắc Ngụy Minh Nguyên Đế sai Tư đồ Trưởng Tôn Tung làm Đốc Sơn đông chư quân cùng Chấn Uy tướng quân Nga Thanh, thứ sử Ký châu A Bạt Can dẫn 100000 quân đóng ở Hà Bắc nhưng chỉ để phòng thủ chứ không có hành động nào chi viện cho Hậu Tần.
Lưu Dụ nhanh chóng tiến vào lãnh thổ Hậu Tần. Diêu Hoằng sai Diêu Vạn và Diêu Cương ra chống cự. Diêu Loan cũng sai Doãn Nha ra giao chiến với tư mã của Đàn Đạo Tế là Từ Diễm ở phía nam Đồng Quan nhưng bị bắt. Lưu Dụ muốn giết nhã, nhưng sau tha cho.
Diêu Hoằng lại sai Hoàng Môn thị lang Diêu Hòa đóng quân ở Nghiêu Liễu để phòng ngừa Trầm Điền Tử. Trong quân doanh, Diêu Thiệu sai Hồ Dực đóng quân ở Đông Nguyên, Diêu Loan đóng doanh ở đường lớn để giao chiến với quân Tấn. Trầm Điền Tử bèn dùng quân tinh nhuệ mai phục ban đêm, quân của Diêu Loan thiệt hại nặng, bản thân Loan tử chiến, sĩ tốt mất hết hơn 9000.
Diêu Tán đóng quân ở Hà Thương, sai Diêu Nan đem lương thực cung cấp cho lính ở Bồ Phản. Khi tới Hương Thành, quân của Nan bị quân Tấn đánh bại, lương thực bị cướp. Tại Trường An, Diêu Hoằng lại cử Diêu Hòa chống lại quân của Tiết Bạch ở Hà Đông nhưng thất bại. Diêu Tán cũng bị Trầm Lâm Tử đánh tan phải lui về Định Thành. Diêu Thiệu nghe tin, phái Tả trưởng sử Diêu Hiệp, Diêu Mặc Lễ và Hà Đông thái thú Đường Tiểu Phương dẫn 3000 quân đóng ở Cửu Nguyên, Hà Bắc nhưng Hiệp từ chối. Thiệu không nghe vẫn sai đi, cuối cùng bị Trầm Lâm Tử dẫn 8000 quân đánh úp, Hiệp và Tiểu Phương tử trận. Diêu Thiệu nghe tin đó, phẫn uất lâm bệnh rồi giao việc nước cho Diêu Tán, phái Diêu Nan giữ quân ở Quan Tây rồi thổ huyết mà chết.
Thấy vận nước sắp tiêu, Diêu Hoằng lại sai sứ đến Bắc Ngụy cầu cứu lần nữa. Ngụy chủ sai Nam Bình công Thác Bạt Tung, An Bình công Ất Chiên Quyến đóng ở Hà Nội, Du kích tướng quân Vương LẠc Sanh đóng ở Hà Đông nhưng cũng không giúp gì được cho Diêu Hoằng.
Tháng 7 năm 417, Lưu Dụ kéo binh vào đất Thiểm, sai Trầm Lâm Tử dẫn hơn 10000 quân khai đường Viên Sơn rồi cùng hợp với Trầm Điền Tử ở Thanh Nê rồi đánh sang Nghiêu Liễu. Phó Hoằng tiến đánh Vũ Quan, tướng Tần bỏ thành mà chạy. Diêu Hoằng lại sai Diêu Hòa và Diêu Dụ đưa quân sang Nghiêu Liễu chống cự.
Trầm Điền Tử đưa quân đánh Nghiêu Liễu. Diêu Hoằng lo sợ, đích thân dẫn hơn 10000 quân đến Thanh Nê. Điền Tử dùng nghi binh, đánh tan và giết vô số quân Tần. Diêu Hoằng rút về Bá Thượng.
Không lâu sau, Lưu Dụ tới Đồng Quan, sai Chu Siêu Thạch và Từ Y Chi đến hội cùng Tiết Bạch ở Hà Bắc rồi đánh sang Bồ Phản, giao chiến với quân Diêu Tán ở Quan Tây. Dụ lại sai Vương Trấn Ác và Vương Kính đưa quân sang phía tây đánh Diêu Nan ở Dương Hành. Ở Bồ Phản, tướng Tần là Diêu Phác và Diêu Hòa đánh tan quân Tấn ở Bồ Phản, giết được Y Chi, Siêu Thạch phải chạy về Đồng Quan. Diêu Tán lại sai Tư Mã Hưu Chi và Tư Mã Quốc Phan dẫn quân the đường Hà Nội để dẫn đường cho quân Ngụy. Còn Diêu Nan bị Vương Trấn Ác đánh bại nhiều lần, bèn dẫn quân về phía tây. Vương Trấn Ác bèn cho quân đuổi theo truy kích. Diêu Hoằng từ Bá Thượng cũng đi đến Thạch Kiều, Diêu Tán lui về Trịnh Thành. Một tướng khác là [[Diêu Cường đem hơn 1000 người trong quận chống cự Trấn Ác, bị đánh bại, Diêu Cường bị giết, Diêu Nan phải lui về Trường An.
Lưu Dụ đuổi theo Diêu Tán ở Trịnh Thành, Diêu Hoằng lại cử Diêu Phi đóng ở Trịnh Kiều, Hồ Dực đóng ở Thạch Tích, Diêu Tán rút về Bá Đông còn mình đóng ở Tiêu Diêu viên, lại cho thượng thư Bàng Thống phòng thủ trong cung. Cùng lúc đó Vương Trấn Ác tiến binh, đến Vị Kiều, lệnh cho quân sĩ ăn uống no say rồi đứng trước quân sĩ mà ra trận. Sĩ tốt thấy vậy cũng tranh nhau lập công, cuối cùng đại phá được Diêu Phi. Diêu Hoằng biết tin định đem quân cứu nhưng không được.
Quân Hậu Tần liên tiếp thất bại. Diêu Kham chết, Diêu Hoằng đành phải lui quân về cung. Tiếp đó, Vương Trấn Ác tiến vào Bình Sóc Môn, Diêu Hoằng hoảng sợ, vội cùng Diêu Dụ đem theo 100 kị binh trốn sang Thạch Kiều. Đông Bình công Diêu Tán cũng đưa quân đến hội cùng Diêu Hoằng còn tướng Hồ Dực về hàng quân Tấn.
Diêu Hoằng đến đường cùng, muốn đầu hàng quân Tấn. Con Hoằng là Diêu Phật Niệm mới 11 tuổi bảo nếu đầu hàng thì cũng bị giết, chi bằng tự tử trước khi Hoằng không nghe. Phật Niệm bèn đập dầu vào thành tự tử.
Ngày Quý Hợi, Diêu Hoằng đưa vợ con và quận thần đến trước thành đầu hàng Vương Trấn Ác. Quân Tấn tiến vào chiếm được Trường An.
Tháng 9 năm 417, Lưu Dụ vào tới Trường An, được Vương Trấn Ác đón ở Bá Thượng. Lúc vào thành, Trấn Ác tham lam lấy nhiều của cải, nhưng Lưu Dụ nể vì công to nên không hỏi đến. Sau đó, Lưu Dụ cho chuyển vàng bạc và những đồ quý trong cung Hậu Tần áp tải về Kiến Khang, phát một ít thưởng cho tướng sĩ. Các tướng Bình Nguyên công Diêu Phác, thứ sử Tịnh châu Doãn Chiêu lần lượt về hàng, bị Lưu Dụ giết hết. Sau đó Dụ cho giết Diêu Hoằng và hoàng tộc Hậu Tần. Hậu Tần diệt vong.

### Quan Trung đại loạn, Hạ quốc lấy Trường An
Sau khi diệt được Hậu Tần, Lưu Dụ muốn dời đô về Lạc Dương, nhưng nghe lời can của Vương Trọng Đức, nên thôi.
Tháng 11 năm 417, Lưu Dụ nghe Lưu Mục Chi ở miền nam đã chết nên muốn quay về nam. Cũng trong lúc này, giữa các tướng đánh Hậu Tần cũng nảy sinh bất hòa do tranh công với nhau. Lưu Dụ muốn mượn thế thừa gió bẻ măng để bọn họ tự tàn sát nhau. Ông ta phái người con nhỏ là Quế Dương quận công Lưu Nghĩa Chân mới 12 tuổi ở lại giữ TRường An, đồng thời phong cho Vương Tu làm Trưởng sử, Vương Trấn Ác làm Tư mã, Phùng Dực thái thú, Trầm Điền Tử và Mao Đức Tổ giữ chức Trung binh tham quân, cũng thăng Điền Tử làm thái thú Thủy Bình, Đức Tổ làm thái thú Thiên Thủy, thứ sử Tần châu cùng với Phó Hoằng đóng ở Ung châu, cùng giúp đỡ cho Nghĩa Chân.
Thấy Trầm Điền Tử và Vương Trấn Ác đố kị nhau, Lưu Dụ bèn nhân lúc sắp về khích Điền Tử và Phó Hoằng đối đầu với Trấn Ác. Sử gia Tư Mã Quang chê trách viện làm này của Lưu Dụ đã góp phần gây nên họa loạn ở Quan Trung sau này.
Tháng 12 năm 417, Lưu Dụ rời khỏi Trường An, trở về Kiến Khang và chuyển sang kế hoạch cướp ngôi nhà Tấn. Ở phía tây bắc, vua nước Hạ là Hách Liên Bột Bột, vốn đã kết thân với Lưu Dụ khi ông ta còn ở Trường An, nghe tin Lưu Dụ đã về nam, tỏ ra rất vui mừng và quyết định đưa quân đánh chiếm Trường An. Không lâu sau, Bột Bột sai con là Phủ quân Đại tướng quân Hách Liên Khôi làm Đô đốc tiên phong chư quân sự, dẫn 20000 quân tiến về phía Trường An, con thứ là Tiền tướng quân Hách Liên Xương đóng ở Đồng Quan cùng với Vương Mãi Đức làm Phủ quân Hữu trưởng sử đóng ở Thanh Nê làm hậu viện. Kế hoạch tấn công Trường An của nước Hạ bắt đầu.
Tháng 1 năm 418, Hách Liên Khôi đưa quân tới Vị Dương, được nhiều người ở Quan Trung theo về. Trầm Điền Tử đưa binh ra kháng cự, không thắng và phải lui về, sai sứ đến báo với Vương Trấn Ác nhờ cứu giúp nhưng Trấn Ác không chịu. Trầm Điền Tử rất tức giận, lại thêm hai bên cũng đã có hiềm khích từ trước, nên muốn giết Trấn Ác. Một hôm, nhân Trấn Ác ra khỏi thành đến phía bắc, Điền Tử ngoa lên rằng có lệnh của Lưu Dụ, rồi giết Trấn Ác. Lưu Nghĩa Chân biết được, liền cùng Vương Tu chuẩn bị quân sĩ mai phục, đợi Điềm Tử dẫn 10 người vào báo việc thì cũng sai giết Điền Tử. Tu phong cho Mao Tu Chi thay thế Trấn Ác làm An Tây tư mã. Sau đó, Phó Hoằng đem quân đại thắng ở Trì Dương, chém được nhiều quân Hạ, buộc quân Hạ phải lui. Lưu Dụ sai sứ đến Trường An truy tặng Trấn Ác làm Tả tướng quân, Thứ sử Thanh châu.
Trong khi đó nội bộ quân Tấn ở Trường An tiếp tục xảy ra xung đột. Lưu Nghĩa Chân còn nhỏ mà đã lãnh trọng trách lớn, thường khoan dung cho người thân cận làm Vương Tu không hài lòng. Có tên thủ hạ là Trấm Tu nói với Nghĩa Chân:
Vương Trấn Ác muốn làm phản nên Trầm Điền Tử mới giết đi. Tu giết Điền Tử, tức lại có ý phản đó.
Tháng 10 năm 418, Lưu Nghĩa Chân sai giết Vương Tu. Từ khi Vương Tu chết, nhân tình Trường An không yên, loạn lạc lại nổ ra. Nghĩa Chân biết việc đó nên ra lệnh đóng cửa thành cố thủ không ra ngoài nữa. Nhiều quận ở Quan Trung sợ hãi quay sang hàng nước Hạ. Hách Liên Bột Bột nhân đó lại tiếp tục đánh Trường An. Hách Liên Khôi định nhân đem tối tập kích song chưa thành công, nhưng quân Hạ cũng đã giành được ưu thế. Không lâu sau, quân Hạ chiếm được thành Hàm Dương, càng cô lập Trường An hơn nữa.
Lưu Dụ ở Kiến Khang thấy Trường An không ổn, lo cho Nghĩa Chân, bèn sai Phụ Quốc tướng quân Khoái Ân tới Trường An triệu Nghĩa Chân về rồi sai Tướng quốc Hữu tư mã Chu Linh Thạch làm Đô đốc Quan Trung chư quân sự, Hữu tướng quân, Thứ sử Ung châu ra thay Nghĩa Chân giữ Trường An, cùng Trung thư thị lang Chu Siêu Thạch ra bắc. Trước khi đi, Lưu Dụ bảo Linh Thạch nếu không giữ được thành thì cũng phải đưa Nghĩa Chân về an toàn.
Tháng 11 năm 418, Chu Linh Thạch vào thành Trường An. Các tướng sĩ của Lưu Nghĩa Chân lũ lượt đem vợ con và của cải bỏ chạy. Hách Liên Khôi nhân đó lại dẫn 3 vạn quân truy kích đuổi theo Nghĩa Chân. Các tướng Phó Hoằng và Khoái Ân đi sau bảo vệ, đều bị quân Hạ đánh bại và bị bắt. Mao Tu Chi cũng bị bỏ rơi và lọt về tay quân Hạ. Riêng Nghĩa Chân may mắn trốn thoát được. Hách Liên Bột Bột hạ lệnh giết chết Phó Hoằng.
Trong thành Trường An, người dân trục xuất Chu Linh Thạch. Linh Thạch lui về Đồng Quan. Quân Hạ nhờ đó dễ dàng chiếm được Trường An. Hách Liên Bột Bột lại sai Hách Liên Xương tiếp tục truy kích Chu Linh Thạch và tướng Vương Kính ở lũy Tào Công. Cuối cùng, Chu Linh Thạch, Chu Siêu Thạch cùng Vương Kính và Tham quân Lưu Khâm Chi bị rơi vào tay quân Hạ và bị giải về Trường An và bị Hách Liên Bột Bột giết chết.
Sau khi vào Trường An, Hách Liên Bột Bột chính thức xưng đế. Như vậy, sau mười năm bắc phạt, quân Đông Tấn chỉ thu được một thành quả duy nhất là chiếm được Thành Đô (vốn bị mất vào năm 406), còn đất đai ở phía bắc sông Hoàng Hà cuối cùng đều rơi vào tay nước Hạ.
Chiến dịch bắc phạt thời Đông Tấn gồm 5 giai đoạn, kéo dài tổng cộng khoảng 100 năm đến đó chấm dứt. Sang năm 420, Lưu Dụ cướp ngôi nhà Tấn lập ra nhà Tống và sang 439, Bắc Ngụy thống nhất miền bắc. Giai đoạn Ngũ Hồ thập lục quốc kết thúc, Trung Quốc bước sang thời kì Nam Bắc triều.

## Các tướng lĩnh tiêu biểu

### Đông Tấn
- Tổ Địch
- Dữu Lượng
- Đào Khản
- Hoàn Ôn
- Viên Chân
- Ân Hạo
- Đoàn Huy
- Tạ Huyền
- Trầm Lâm Tử
- Đàn Đạo Tế
- Đổng Tuân
- Hoàn Xung
- Trầm Điền Tử
- Vương Trấn Ác
- Tạ Diễm
- Lưu Lao Chi
- Vương Trấn Ác
- Lưu Dụ
- Vương Tu
- Trầm Điền Tử
- Lưu Nghĩa Chân
- Chu Linh Thạch

### Ngũ Hồ
- Thạch Lặc
- Thạch Hổ
  - Diêu Thiệu
- Mộ Dung Thùy
- Mộ Dung Đức
- Tiều Đạo Phúc
- Phù Dung
- Diêu Tương
- Mộ Dung Khác
- Phù Sinh
- Hách Liên Bột Bột